# Nová Palmovka
Centrum Nová Palmovka byl projekt zamýšlené nové radnice městské části Praha 8 v Praze-Libni spojené s obchodním centrem.

## O projektu
Mělo jít o kombinaci radnice, nájemních kancelářských prostor, obchodů, samoobsluh a tělocvičny. Na vrcholku budovy měla být projektována střešní zahrada. Cena se měla vyšplhat na 1,14 miliard Kč. Projekt je dlouhodobě kritizován občanskými iniciativami i některými zastupiteli MČ Praha 8 pro jeho netransparentnost. 
Kolaudace novostavby byla plánována na listopad 2014.  Ani v dubnu 2024 však stavba nebyla dokončená, navíc během posledních cca dvou let postupně došlo k vybití části již instalovaného zasklení vandaly. Staveniště je oploceno, není však hlídáno, v rozestavěné budově i na její střeše se schází mládež. 

## Cíle původního projektu
- Prvním impulzem k projektu nové radnice se stala potřeba integrace všech odborů a částí pod jednu střechu. Radnice Prahy 8 totiž sídlí ve více než deseti budovách na šesti místech.[5] V současnosti využívané objekty jsou v nevyhovujícím stavu a většina z nich vyžaduje rekonstrukci, nebo je energeticky neúměrně náročná.[6] [1]

- Záměr zadavatele, městské části Praha 8, investovat své volné finanční prostředky získané z prodeje bytového fondu tak, aby dlouhodobě zajistil návratnost vložených finančních prostředků, a to z pronájmu prostor v Nové Palmovce. Projekt měl být podporou rozvoje dlouhodobě zanedbané a problematické lokality Dolní Libně a Palmovky.
- Větší komfort návštěvníků radnice – všechny odbory jsou v projektu umístěny okolo vnitřního zastřešeného atria tak, aby vše bylo přehledné a občan domem nebloudil.

## Vzhled
Objekt byl navrhován jako charakteristický zapamatovatelný dům. Na radnici měly být obří hodiny. Architektem stavby je Josef Pleskot.

## Pozastavení a obnova projektu
Výstavba podle schváleného projektu započala v dubnu 2014 s předpokládaným dokončením v 1. čtvrtletí 2016. V červnu 2015 byly ale stavební práce v rámci projektu pozastaveny z důvodu soudních sporů mezi investorem, společností Centrum Palmovka zřízenou MČ Praha  a zhotovitelem, společností Metrostav Alfa (Metrostav Development). Předmětem sporů bylo neuhrazení dlužné částky zhotoviteli za provedené práce a určení vlastnického práva k pozemku a k budově, postavené v rámci projektu.
Smírčí řízení dlouho nebyla úspěšná, spor probíhal až do podzimu 2021. Dohady byly ukončeny až počátkem prosince 2021, kdy došlo ke schválení třístranné dohody mezi městskou částí Praha 8, Metrostavem a hlavním městem Prahou.
V červenci 2022 začal pražský magistrát připravovat prostory pro rozšiřování centrály EUSPA v Praze. Agentura EU pro kosmický program (EUSPA), dříve Evropská agentura pro globální navigační satelitní systémy, která mj. sdružuje řízení provozu kosmických programů EU včetně satelitních a navigačních projektů jako Galileo, EGNOS nebo Copernicus by se na Palmovku měla stěhovat z Holešovic. Stávající prostory přestaly kapacitně vyhovovat. Dokončení stavby příspěvková organizace hlavního města Pražská developerská společnost (PDS), která dostavbu zajišťuje, plánuje na rok 2025. Investorem bude dle ČTK Praha. Centrum Nová Palmovka by mělo součástí komplexní proměny okolí stanice metra Palmovka, v roce 2022 jednoho z největších rozvojových projektů Prahy.